# Swayfield
Swayfield – wieś i civil parish w Anglii, w Lincolnshire, w dystrykcie South Kesteven. W 2011 roku civil parish liczyła 316 mieszkańców. Swayfield jest wspomniana w Domesday Book (1086) jako Suafeld.